# Meandro (mitologia)
Meandro (in greco antico: Μαίανδρος?, Máiandros) è un personaggio della mitologia greca, divinità fluviale e re di Pessinunte, in Frigia.

## Genealogia
Figlio di Oceano e Teti (o di Anassibia e Cercafo) e padre di Calamo, Samia e Cyanee ed Archelao.

## Mitologia
In conflitto con la città di Possene, fece voto a Cibele di sacrificare la prima persona che avesse visto al suo ritorno in patria se gli avesse concesso la vittoria. 

Incontrò contemporaneamente la madre, la sorella ed il figlio Archelao e li sacrificò tutti e tre. 

In seguito si pentì del suo gesto e tormentato dal rimorso si uccise gettandosi nel fiume Anabenone che prese per questo il suo nome.